# Козмешть (Столнічень-Прежеску, Ясси)
Козмешть, Козмешті (рум. Cozmești) — село у повіті Ясси в Румунії. Входить до складу комуни Столнічень-Прежеску.
Село розташоване на відстані 307 км на північ від Бухареста, 62 км на захід від Ясс.

## Населення
За даними перепису населення 2002 року у селі проживала 2241 особа.
Національний склад населення села:
| Національність   | Кількість осіб | Відсоток |
| ---------------- | -------------- | -------- |
| румуни           | 2006           | 89,5%    |
| цигани           | 228            | 10,2%    |
| росіяни-липовани | 7              | 0,3%     |

Рідною мовою назвали:
| Мова      | Кількість осіб | Відсоток |
| --------- | -------------- | -------- |
| румунська | 2169           | 96,8%    |
| циганська | 66             | 2,9%     |
| російська | 6              | 0,3%     |